# Teofilo Rossi
Teofilo Rossi di Montelera (Chieri, 27 ottobre 1865 – Torino, 29 dicembre 1927) è stato un politico e imprenditore italiano. Fu ministro dell'Industria e Commercio, senatore del Regno e sindaco di Torino. Durante la sua sindacatura, con regio decreto del 27 aprile 1911, fu creato conte di Montelera da Vittorio Emanuele III in occasione dell'inaugurazione dell'Esposizione internazionale di Torino, nel cinquantenario dell'Unità d'Italia.

## Biografia
Figlio di Luigi Rossi e di Marianna Barberis, fu socio nella nota azienda produttrice di vini e vermouth Martini & Rossi, fondata nel 1847. Laureatosi in Giurisprudenza all'Università degli Studi di Torino nel 1886, si dedicò all'amministrazione dell'azienda e del patrimonio familiare.
Eletto deputato del Regno nel 1897 nella XX legislatura, fu riconfermato per altre tre. Nell'aprile 1909 divenne sottosegretario alle Poste nel terzo governo Giolitti. Sempre nel 1909 fu nominato senatore del Regno e nello stesso anno divenne sindaco di Torino, incarico che mantenne fino al 1917.
Fece parte della Massoneria.
Divenuto ministro dell'Industria e Commercio nel Governo Facta, dopo la marcia su Roma si schierò per una soluzione a favore dei fascisti e mantenne l'incarico anche con il governo Mussolini fino al 5 luglio 1923, quando il suo dicastero fu abolito e incorporato nel ministero dell'Economia nazionale.
Pioniere e fervente sostenitore del motorismo, venne eletto alla presidenza del RACI il 19 maggio 1921, mantenendo la carica effettuale fino al 31 dicembre 1925 e quella onoraria fino alla morte.
Fu soprannominato "Aria ai monti", nome di una popolare macchietta della Torino d'inizio Novecento, impersonata da un vecchio vagabondo appassionato di decorazioni e di uniformi sgargianti. Antonio Gramsci ne diede nell'Avanti! un ritratto nel 1917, in occasione della fine del suo incarico di sindaco di Torino, definendolo un concentrato delle «caratteristiche negative di una intera età di crisi e di corruzione».

## Opere
Alcun opere di Teofilo Rossi pubblicate nella collana Biblioteca della Società Storica Subalpina:
- Teofilo Rossi di Montelera, Per una futura storia di Torino, 1913.
- Teofilo Rossi di Montelera, Storia di Torino, 1914.
- Carlo Pio De Magistris e Teofilo Rossi di Montelera, Rivoluzione piemontese del 1821, vol. 1, Soc. Tip. Monregalese, 1927.
- Carlo Pio De Magistris e Teofilo Rossi di Montelera, Rivoluzione piemontese del 1821, vol. 2, Soc. Tip. Monregalese, 1927.